# Fernando Monje
Fernando Monje Vicario (Barcelona, España; 7 de marzo de 1993), es un piloto de automovilismo español especializado en Turismos que en 2012 se proclamó campeón de la Copa Europea de Turismos. Es hijo del expiloto Ferran Monje.

## Trayectoria

### Inicios
Tras empezar en el karting en 2005, se pasó a los monoplazas en 2009 con 16 años, debutando en la Formul'Academy Euro Series, finalizando décimo en el campeonato de pilotos. También disputó la última ronda de la Supercopa SEAT León con SUNRED Engineering. En 2010, se pasó al European F3 Open con De Villota Motorsport y terminó la temporada en sexta posición, destacando la pole position que logró en la carrera inaugural de la temporada en su debut, y los dos podios alcanzados en Magny Cours y Brands Hatch. Permaneció en la serie en 2011, pero cambiando al equipo Drivex y sin mejorar sus resultados de la temporada anterior. La terminó en decimoquinta posición.

### WTCC y ETCC
En 2012, Monje decidió centrarse en los turismos retomando su cooperación con SUNRED para competir en la Copa Europea de Turismos, terminando la temporada como campeón absoluto. Habiendo terminado la Copa de Europa de Turismos, participó en el Campeonato Mundial de Turismos lo que restaba de 2012, con un SEAT León WTCC del Tuenti Racing Team. En la primera carrera en su retorno disputada en Brasil, Monje se aseguró el primer punto al terminar décimo. Se vio involucrado en un choque al inicio de la primera carrera de los Estados Unidos y, junto con Aleksei Dudukalo y Alberto Cerqui, se vio obligado a retirarse. Al principio de la segunda carrera se estrelló y su coche quedó cerca del vértice de la curva cinco durante el resto de la carrera. Consiguió su segundo punto de la temporada en el final de la misma en el Circuito de Macao, terminando una vez más décimo. Sus dos puntos le permitieron terminar 24º en el campeonato habiendo participado en la mitad de las carreras.
Monje se unió al nuevo equipo del WTCC de Campos Racing para la temporada 2013, corriendo junto a Hugo Valente. Comenzó desde la pole position para la segunda carrera de Marruecos, pero la abandonó en la segunda vuelta después de una colisión con James Thompson. Después de esa carrera, recibió una penalización de cinco puestos en la parrilla de salida de la Carrera de Eslovaquia por haber sido considerado responsable de la colisión. Logró su único punto de la temporada en la primera carrera de Japón, y finalmente no acudió a Macao perdiéndose la última ronda.

### GTs y TCR
Tras disputar 4 carreras en 2014 en el International GT Open, el español volvió a los turismos en la recién lanzada serie TCR International Series, donde compitió con un Opel Astra para su antiguo equipo, Campos Racing. Monje participó en las rondas de Monza, Salzburgring (donde no pude participar en las carreras) y Singapur, y durante el fin de semana de la carrera italiana logró incluso subir al último escalón del podio. Ese año tuvo una toma de contacto con Teo Martín Motorsport en el Circuit de Catalunya de nuevo en el GT Open, logró la victoria de la primera carrera y pasó a ser su piloto para la temporada 2016 compartiendo un BMW M6 con Gustavo Yacamán, logrando terminar terceros el campeonato, un punto por delante del otro BMW del equipo. En 2018 disputó el Trofeo TCR CER 2018 compartiendo el coche con su padre, logrando tres podios.

### Retorno
Tras disputar la ronda de la Porsche Cup francesa de 2023 en el Red Bull Ring con el equipo Martinet by Alméras, en 2024 firma con ellos e inicia un doble programa tanto en esa competición como en la Porsche Supercup. Sin embargo, desaparece de las dos competiciones antes de llegar al ecuador de la temporada. Disputó también la Porsche Sprint Challenge Southern Europe a modo de pretemporada, finalizando vigesimosexto.

## Resumen de trayectoria
| Temporada | Categoría                                      | Equipo                         | Carreras | Victorias | Poles | VR | Podios | Puntos  | Pos.    |
| --------- | ---------------------------------------------- | ------------------------------ | -------- | --------- | ----- | -- | ------ | ------- | ------- |
| 2009      | Formul'Academy Euro Series                     | Auto Sport Academy             | 14       | 0         | 0     | 1  | 0      | 35      | 10.º    |
| 2009      | Supercopa SEAT León                            | SUNRED Engineering             | 2        | 0         | 0     | 0  | 0      | 0       | NC      |
| 2009      | Campeonato Catalán de Monoplazas               | EmiliodeVillota.com Motorsport | 2        | 2         | 2     | 2  | 2      | ?       | ?       |
| 2010      | European F3 Open                               | De Villota Motorsport          | 16       | 0         | 1     | 1  | 2      | 46      | 6.º     |
| 2010      | SEAT León Eurocup                              | SUNRED                         | 2        | 0         | 0     | 0  | 0      | 0       | 38.º    |
| 2011      | European F3 Open                               | Drivex                         | 16       | 0         | 0     | 1  | 0      | 26      | 15.º    |
| 2011      | 24 Horas de Barcelona - Turismos               | Move Racing by Sunred          |          |           |       |    |        |         | 4.º     |
| 2011      | 500km de Alcañiz                               | SUNRED                         |          |           |       |    |        |         | NF      |
| 2012      | European Touring Car Cup - Super 2000          | SUNRED Engineering             | 8        | 6         | 3     | 7  | 6      | 73      | 1.º     |
| 2012      | 24 Horas de Barcelona - Turismos               | SUNRED Engineering             |          |           |       |    |        |         | NF      |
| 2012      | Campeonato Mundial de Turismos                 | SUNRED Engineering             | 2        | 0         | 0     | 0  | 0      | 2       | 24.º    |
| 2012      | Campeonato Mundial de Turismos                 | Tuenti Racing Team             | 10       | 0         | 0     | 0  | 0      | 2       | 24.º    |
| 2013      | Campeonato Mundial de Turismos                 | Campos Racing                  | 22       | 0         | 0     | 0  | 0      | 1       | 24.º    |
| 2014      | International GT Open                          | Drivex School                  | 2        | 0         | 0     | 0  | 0      | 0       | NC      |
| 2014      | International GT Open                          | Team Novadriver                | 2        | 0         | 0     | 0  | 0      | 0       | NC      |
| 2014      | 500km de Alcañiz                               | Drivex School                  |          |           |       |    |        |         | NF      |
| 2015      | TCR International Series                       | Campos Racing                  | 4        | 0         | 0     | 0  | 1      | 26      | 16.º    |
| 2015      | International GT Open                          | Teo Martín Motorsport          | 2        | 1         | 0     | 0  | 1      | no apto | no apto |
| 2015      | Campeonato de España de Resistencia - Clase 1  | Pcr Sport                      | 1        | 0         | 0     | 0  | 0      | no apto | no apto |
| 2016      | International GT Open                          | BMW Team Teo Martín            | 13       | 1         | 1     | 0  | 5      | 49      | 3.º     |
| 2018      | Trofeo de España TCR CER                       | PCR Sport                      | 8        | 0         | 1     | 5  | 3      | 150     | 6.º     |
| 2019      | Trofeo de España TCR CER                       | PCR Sport                      | 1        | 0         | 0     | 0  | 0      | no apto | no apto |
| 2023      | Copa Porsche Carrera Francia                   | Martinet by Alméras            | 2        | 0         | 0     | 0  | 0      | 0       | NC      |
| 2024      | Porsche Sprint Challenge Southern Europe - Pro | Martinet by Alméras            | 8        | 0         | 0     | 0  | 0      | 16      | 21.º    |
| 2024      | Porsche Carrera Cup France                     | Martinet by Alméras            | 4        | 0         | 0     | 0  | 0      | 17      | 18.º    |
| 2024      | Porsche Supercup                               | Martinet / Forestier Racing    | 2        | 0         | 0     | 0  | 0      | 0       | 23.º    |
| Fuentes:  |                                                |                                |          |           |       |    |        |         |         |

## Resultados

### TCR Internacional Series
(Clave) (negrita indica pole position) (cursiva indica vuelta rápida)

| Año  | Equipo        | Auto           | 1   | 2   | 3   | 4   | 5   | 6   | 7   | 8   | 9   | 10  | 11    | 12    | 13  | 14  | 15     | 16     | 17  | 18  | 19  | 20  | 21  | 22  | Pos. | Pts. |
| ---- | ------------- | -------------- | --- | --- | --- | --- | --- | --- | --- | --- | --- | --- | ----- | ----- | --- | --- | ------ | ------ | --- | --- | --- | --- | --- | --- | ---- | ---- |
| 2015 |               |                | MYS | MYS | CHN | CHN | ESP | ESP | POR | POR | ITA | ITA | AUT I | AUT I | RUS | RUS | AUT II | AUT II | SGP | SGP | THA | THA | MAC | MAC | 16.º | 26   |
| 2015 | Campos Racing | Opel Astra OPC |     |     |     |     |     |     |     |     | 5   | 3   | WD    | WD    |     |     |        |        | 10  | 19† |     |     |     |     | 16.º | 26   |